# Гутьер, Оскар фон
Оскар фон Гутьер (нем. Oskar von Hutier; 27 августа 1857, Эрфурт — 5 сентября 1934, Берлин) — германский военный деятель, генерал пехоты. Оскар фон Гутьер был одним из самых успешных немецких генералов Первой мировой войны из-за своих инноваций в тактике прорыва позиционного фронта. Войну Гутьер начал командиром дивизии на Западном фронте. В 1915 году он был переведён на Восточный фронт, где был назначен командиром 21-го армейского корпуса 10-й армии Эйхгорна.
В начале 1917 года Гутьер был назначен командующим 8-й армии. Анализируя собственный опыт, изучая тактику использованную другими подразделениями по прорыву позиционного фронта, Гутьер разработал новую стратегию, которая смогла вывести германскую армию из тупика позиционной войны. Эта тактика оказалась настолько успешной, что германская армия использовала её в 1917 и 1918 годах, а французы дали ей название «тактика Гутьера», хотя сейчас чаще используется термин инфильтрация.

## Биография
Оскар родился 27 августа 1857 года в Эрфурте (Саксония). В 1875 году вступил в германскую армию в звании лейтенанта. В 1885—1888 годах проходил обучение в Военной академии. В 1889 году получил назначение в Генеральный штаб, а с 1890 года стал командиром батальона 95-го пехотного полка. В 1902 году снова переводится на работу в Генеральный штаб и назначается начальником отдела Большого Генштаба.
В этом же году назначен начальником штаба 3-го армейского корпуса, с 1907 года командир 1-го Лейб-гвардии Гессенского полка. В марте 1910 года назначен командиром 74-й пехотной бригады. С 1911 года — генерал-квартирмейстер Большого Генштаба, также одновременно с этим читал лекции в Военной академии. 16 сентября 1912 года Оскар фон Гутьер назначается командиром 1-й гвардейской пехотной дивизии, во главе которой и вступил в войну.

### Первая мировая война
После начала Первой мировой войны дивизия Гутьера была включена в состав 2-й немецкой армии на Западном фронте. Во главе дивизии принял участие в боях на Марне.
3 апреля 1915 года Оскар Гутьер назначается командиром 21-го армейского корпуса в составе 10-й армии и переводится на Восточный фронт. Во главе корпуса участвует в операциях против русских войск в Польше и Литве. Отличился в марте 1916 года при отражении наступления русских войск в районе озера Нарочь (штаб корпуса находился в белорусском местечке Кобыльники).
2 января 1917 года становится начальником армейского управления «D» (Динабург) в районе Риги.
22 апреля 1917 года Гутьер назначается командующим 8-й армией. 1 сентября 1917 года армия Гутьера начинает операцию по захвату Риги. При форсировании Западной Двины применил свою новую тактику и вместо длительной артиллерийской подготовки применил кратковременный обстрел химическими снарядами. Войска Гутьера форсировали реку и закрепились на противоположном берегу. 2 сентября бои продолжились, 6-й Сибирский корпус русской армии оказался отброшенным на тыловую позицию. Однако окружить 12-ю русскую армию Гутьеру не удалось. 3 сентября русские оставили Ригу, в которую вошли войска 8-й армии Гутьера. В ходе Рижской операции войска 8-й армии захватили 15 000 пленных, 273 орудия, 246 пулемётов и др. 6 сентября за успешный захват Риги награждён орденом «Pour le Mérite».
После этого на генерала Гутьера было возложено общее командование операции по захвату Моонзундских островов. В ходе десантной операции германских войск острова были захвачены.
21 декабря 1917 года после подписания перемирия с Советской Россией, Гутьер назначен командующим 18-й армией на Западном фронте. Подразделения армии занимали позиции у Сен-Кантен. В весеннем наступлении 18-й армии отводилась вспомогательная роль — прикрывать левый фланг. 21 марта 1918 года германские войска перешли в наступление. Армия Гутьера за первый день боёв вклинилась в оборону противника на 6—7 км. В ходе дальнейших боёв армия Гутьера прорвала фронт 5-й английской армии, углубилась на 20 км и форсировала Сомму. 27 марта войска Гутьера взяли Мондидье, однако дальнейшее упорное сопротивление войск Антанты снизило темпы германского наступления и 5 апреля операция была приостановлена.
В ходе операции «Михаэль», 18-я армия добилась наибольших успехов: прошла около 84 км и захватила около 50 000 пленных. 23 марта 1918 года за успехи в ходе весеннего наступления получил дубовые ветви к ордену «Pour le Merite». В ходе третьей битвы на Эне, армия Гутьера должна была наступать на Компьен. 9—13 июня Гутьер нанёс удар в районе Уазы на Компьен, подразделения армии продвинулись на 10 км, однако вскоре был остановлен союзными войсками в 7 км от Компьена. В заключительный период войны, в ходе всеобщего наступления войск Антанты на Западном фронте, 18-й армии пришлось выдерживать мощные удары британской армии.

### После войны
После окончания войны, в январе 1919 года, Оскар фон Гутьер вышел в отставку.
В послевоенной Германии Гутьер имел славу успешного генерала и героя войны. Также как и Эрих Людендорф, Оскар фон Гутьер утверждал, что немецкая армия не была побеждена на поле боя и Германия проиграла войну из-за удара ножом в спину со стороны внутренних предателей. Также Гутьер был председателем Германского союза офицеров вплоть до своей смерти в 1934 году.
С 1942 по 1944 год именем Гутьера называлась набережная в Риге.

## «Тактика Гутьера»
Гутьер заметил, что во многих предыдущих боях, обычный метод атаки с длительной артиллерийской подготовкой на всей линии фронта с массированным ударом пехотных подразделений ведёт к катастрофическим потерям. Оскар фон Гутьер предложил альтернативный метод, который получил название «тактика Гутьера»  Новая тактика заключалась в следующем:
1. Короткая артиллерийская подготовка, которая велась тяжёлыми орудиями и химическими снарядами.
2. После этого в атаку шли штурмовые батальоны (Sturmbataillon[нем.]) вооружённые самыми передовыми видами оружия — пулемётами, огнемётами, миномётами. Их задачами являлись проникновение в тыл противника, избегая фронтальных боёв, и захват командных  пунктов, штабов, пунктов связи, артиллерийских позиций противника.
3. После этого обычные пехотные подразделения наносили удар по линии обороны противника, ослабленной в результате потери управления, связи, поддержки артиллерии. Наличие большого числа миномётов и артиллерии у наступающих давало им возможность направить артиллерийский огонь туда, где это было наиболее необходимо.

Суть своей тактики Гутьер изложил в книге «Атака в позиционной войне», которая была издана в 1918 году.

## Награды
- Орден Красного орла 1-й степени (23 июля 1918, Пруссия)
- Орден «Pour le Mérite» (6 сентября 1917, Пруссия)
- Дубовые ветви к Ордену «Pour le Mérite» (23 марта 1918, Пруссия)
- Железный крест 1-го и 2-го класса (1914, Пруссия)
- Орден Короны 2-го класса (Пруссия)[3]
- Крест «За службу» (Пруссия)[3]
- Орден «За военные заслуги» 2-го класса со звездой (Бавария)[3]
- Орден Церингенского льва, командор 2-й степени (Баден)[3]
- Орден Людвига, рыцарь 1-го класса (Гессен)[3]
- Орден Филиппа Великодушного, большой крест (Гессен)[3]
- Орден Грифона, командор (Мекленбург-Шверин, Мекленбург-Стрелиц)[3]
- Династический орден Заслуг герцога Петра Фридриха Людвига, почётный командор (Ольденбург)[3]
- Орден Саксен-Эрнестинского дома, командор 2-го класса (Саксен-Альтенбург, Саксен-Кобург-Гота, Саксен-Мейнинген)[3]
- Военный орден Святого Генриха, командор 1-го класса  (7 мая 1918, Саксония)
- Орден Альбрехта, большой крест (Саксония)[3]
- Королевский Викторианский орден, большой крест (Великобритания)[3]
- Орден Данеброг, большой крест (Дания)[3]
- Орден Оранских-Нассау, командор (Нидерланды)[3]